# NGC 1393
NGC 1393 je galaksija u zviježđu Eridan.

## Vanjske poveznice
- SEDS: NGC 1393